# Daniel Haber
Daniel Bram Haber (ur. 20 maja 1992 w Toronto) – kanadyjski piłkarz występujący na pozycji napastnika.

## Kariera klubowa
Zanim Haber opuścił amerykański kontynent, występował w akademickim zespole amerykańskim Cornell Big Red, mającym siedzibę przy Uniwersytecie Cornella. W trakcie sezonu 2012/2013 reprezentował barwy izraelskiego Maccabi Hajfa, w którym jednak nie potrafił wywalczyć miejsca w podstawowym składzie. Latem 2013 roku został graczem cypryjskiego klubu Apollon Limassol. W 2014 został wypożyczony do AO Ajia Napa. Następnie grał w izraelskim klubie Hapoel Ironi Nir Ramat ha-Szaron, rezerwach Vancouver Whitecaps, Real Monarchs SLC, FC Cincinnati i Ottawa Fury.

## Kariera reprezentacyjna
W reprezentacji Kanady zadebiutował 29 maja 2013 roku w towarzyskim meczu przeciwko Kostaryce. Na boisku pojawił się w 76 minucie meczu.